# 遠野あい
遠野 あい（とおの あい、1985年8月9日 - ）は、日本の元AV女優。
群馬県出身（埼玉県出身とするプロフィールもある）。血液型:O型。身長:147cm。スリーサイズ:B82(B)・W58・H85。
2004年にデビューしたロリ系のAV女優である。2006年頃に引退。

## 出演作品

### アダルトビデオ
2004年
- 無類の潮吹き電マ好き 2（8月5日、ナチュラルハイ）
- 徹底連続アクメ興奮映像（8月20日、プレステージ）
- 無類のスク水顔キ好き（9月23日、ナチュラルハイ）
- 続・全裸スポーツ選手権 5種目個人戦・夜這い・風呂場盗撮編（10月21日、SODクリエイト）
- ロリータクラブ 秘蔵テープ 遠野あい1●歳（11月1日、マルクス兄弟）
- スク水っ娘はいじめキャラ 2（12月20日、イマージュ）

2005年
- 念願の○○になった! 健康診断医編（2月4日、V&Rプロダクツ）
- 女子校生 体育の時間（2月27日、ヒビノ）
- 酔娘伝 11（3月11日、桃太郎映像出版）
- 教育ママ、堕ちる…（3月20日、イマージュ）
- Girls Be... 3（4月20日、ナクストイレブン）
- 密室 完全版（4月27日、ゴーゴーズ）
- めちゃ2イク2お嬢様 2（5月7日、クリスタル映像）
- 白衣の女校医（6月11日、クリスタル映像）
- ザ・レイプ悲歌 特別版 女子マラソン部 地獄の夏合宿（7月8日、東京音光）
- 淫魔収容所 2（8月7日、アタッカーズ）
- 痴女っちゃおっかな 3（10月8日、クリスタル映像）
- 泡姫 7（10月10日、ドリームチケット）
- 貧乳女子校生（10月21日、TMA）
- Gals★Santa（11月10日、ドリームチケット）
- 罰 女子校生拉致監禁 Side.A（12月8日、ゴーゴーズ）
- 罰 女子校生拉致監禁 Side.B（12月8日、ゴーゴーズ）
- 罰 女子校生拉致監禁 完全版（12月8日、ゴーゴーズ）

2006年
- まさか叔母ちゃんに筆下ろしされるとは… 5（2月10日、東京音光）
- 第3回 うんこおもらし我慢大会 前編（2月10日、GIGA）
- 第3回 うんこおもらし我慢大会 後編（2月24日、GIGA）
- ザ・レイプ悲歌 特別版 3 現役女子校生に下された体罰（3月10日、東京音光）
- 百合フレンズ 1（3月15日、プールクラブ・エンタテインメント）
- バイブの虜 19（4月12日、プールクラブ・エンタテインメント）
- KARMAファン感謝祭 ロリロリバスツアー（4月13日、カルマ）
- うんこおもらし物語 2（4月14日、GIGA）
- スク水開き（5月20日、イマージュ）
- 痴女引越センター 6（12月20日、イマージュ）

2007年
- ザ・筆おろし 38（1月13日、クリスタル映像）